# Pedro Luis Martínez Larriba
Pedro Luis Martínez Larriba (n. Madrid, España; 27 de abril de 1946), médico, escritor, dramaturgo y poeta español.

## Biografía
Estudió en el Instituto Ramiro de Maeztu de Madrid y en la Universidad Laboral de Tarragona, y en esos años escribió su primera obra dramática Los Equivocados. Luego la obra poética Nadia, inédita hasta ahora. En esta época también participó como actor en La Sangre De Dios de Alfonso Sastre.
Más adelante estudió medicina en la Universidad Complutense de Madrid, especializándose en Microbiología y Parasitología, a esta época pertenecen algunas de sus mejores obras: La Creación Silenciosa, obra dramática expresionista finalista en el Premio Tirso de Molina en el año 1968, los dramas Como En El Caso Presente, Viaje A Las Triacales, En La Tumba De Josam y  ¿Hay Alguien Escuchando Ahí?, que luego obtendría en 1986 el Premio de Teatro Radiofónico «Margarita Xirgu».

## Obras Estrenadas
- 2002 La Doncella Herida y El Restaurador estrenada primero en Cholet (Francia) en el Teatro Municipal, con excelentes críticas y posteriormente en el año 2003 en el Centro Social de Denia (Alicante) por Tucana Teatro.

- 1986 ¿Hay Alguien Escuchando Ahí? estrenada en Radio Exterior de España.

## Otras Obras
- A Los Habitantes de los Parques. (Comedia).
- El Alférez. (Drama).
- Los Equivocados. (Drama).
- Nadia. (Poesía).
- La Creación Silenciosa. (Drama).
- Como En El Caso Presente. (Drama).
- Viaje A Las Triacales. (Drama).
- En La Tumba De Josam. (Drama).
- Gretel. (Poesía).

## Premios literarios
- 1986 II Premio Margarita Xirgu de Teatro Radiofónico.[2]
- 1968 Finalista en el Premio Tirso de Molina De Teatro.